# Alan Torres
Alan Eduardo Torres Villanueva (Guadalajara, 16 febbraio 2000) è un calciatore messicano, centrocampista del Mazatlán.

## Caratteristiche tecniche
È un mediano.

## Carriera

### Club
Ha giocato nella prima divisione messicana.

### Nazionale
Nel 2018 con la nazionale Under-20 messicana ha disputato il campionato nordamericano Under-20; nel 2019 è invece stato convocato per il Mondiale Under-20, nel quale non è però mai sceso in campo.